# ريتشارد جيبسون
ريتشارد جيبسون (بالإنجليزية: Richard Gibson)‏ (1 فبراير 1889 بلندن في المملكة المتحدة - ) هو لاعب كرة قدم بريطاني (وحمل سابقاً جنسية المملكة المتحدة لبريطانيا العظمى وأيرلندا) في مركز جناح ‏. لعب مع برمنغهام سيتي ومانشستر يونايتد.

## وصلات خارجية
- ريتشارد جيبسون على موقع قاعدة بيانات كرة القدم.إي يو (الإنجليزية)